# Nowomychajliwka (rejon pokrowski)
Nowomychajliwka (ukr. Новомихайлівка) – wieś na Ukrainie, w obwodzie donieckim, w pokrowskim. W 2001 liczyła 1439 mieszkańców.